# Маргарици (Бузау)
Маргарици (рум. Mărgăriți) насеље је у Румунији у округу Бузау у општини Бечени. Oпштина се налази на надморској висини од 246 m.

## Становништво
Према подацима из 2002. године у насељу је живело 462 становника, од којих су сви румунске националности.